# Corrente de anel aromático

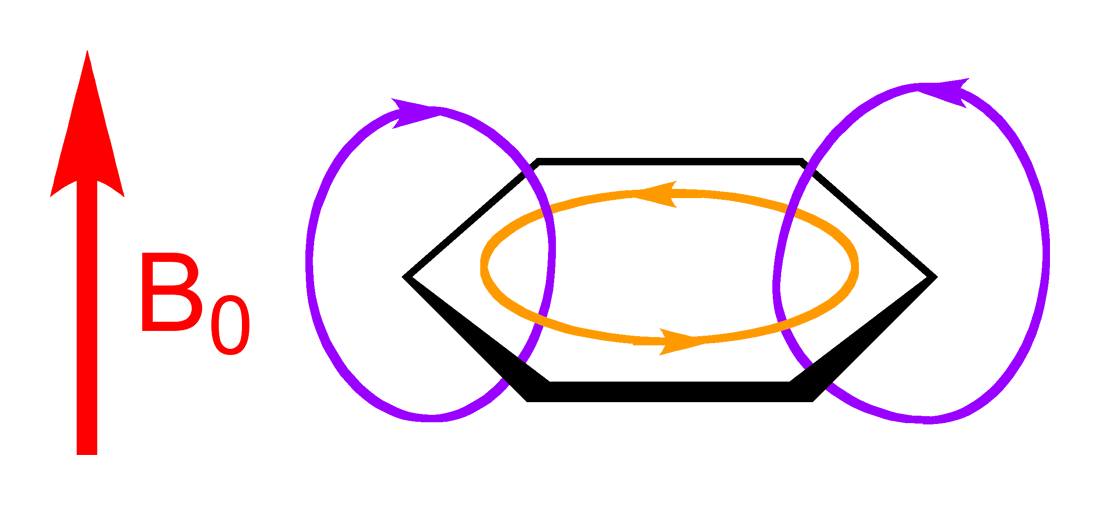
Um diagrama de um corrente de anel aromático. B_{0} é o campo magnético aplicado, a seta vermelha indica sua direção. O anel laranja mostra a direção da corrente de anel, e os anéis roxos mostram a direção do campo magnético induzido.

Uma corrente de anel aromático é um efeito observado em moléculas aromáticas como benzeno e naftaleno. Se um campo magnético é diretamente perpendicular ao plano do sistema aromático, uma corrente de anel é induzida nos elétrons π deslocalizados do anel aromático. Esta é uma consequência direta da lei de Ampère; já que os elétrons envolvidos são livres para circular, em vez de estarem localizadas em ligações como eles estariam na maioria das moléculas não aromáticas, eles respondem muito mais fortemente com o campo magnético.